# Savoy Songbook Vol. 1
Savoy Songbook Vol. 1 è il sesto album studio dei Savoy. 
Il primo disco comprende 3 brani nuovi (Barefoot In A Denim Jacket, Karma Boomerang, Best Western Beauty) e sette nuove versioni di brani precedentemente registrati.
Il secondo CD comprende una raccolta dei brani più noti.
L'album vuole essere una raccolta che racchiuda quanto fatto fino ad ora e, nello stesso tempo una presentazione per chi non ha mai ascoltato i Savoy.

## Tracce
CD1 (2007)
1. Rain
2. Karma Boomerang
3. Best Western Beauty
4. Star
5. Tears From A Stone
6. Grind You Down
7. Reasons To Stay Indoors
8. Whalebone
9. Barefoot In A Denim Jacket
10. Lackluster Me

CD2 (1994-2004)
1. Velvet
2. Man In The Park (single version)
3. End Of The Line
4. Star (single edit)
5. Daylight Wasting
6. Empty Of Feeling
7. Foolish
8. Unsound
9. Fearlist
10. Bottomless Pit
11. You Won't Come To The Party
12. The Breakers
13. You Should've Told Me
14. Face

## Formazione
- Paul Waaktaar-Savoy: chitarra, tastiera, voce, batteria
- Lauren Waaktaar-Savoy: voce
- Frode Unneland: batteria